# 대전역세권개발
대전역세권개발은 대전광역시 동구 정동 대전역 일대에 개발 예정인 도시 개발 사업지다.